# L'Orologio della Passione (album Otello Profazio)
L'Orologio della Passione è un album di Otello Profazio del 2017.

## Tracce
1. Signuri chi di Gloria sì Patruni
2. Te deum dei calabresi
3. Canto della passione
4. Mamma, pigliu licenza
5. Atto di dolore
6. Crucifissu
7. Parrinello
8. La Santa Cucuzza
9. Orazione della sera
10. Il liuto del figlio di Dio
11. La settimana
12. Malifatturi
13. L'orologio della Passione
14. La morte di Gesù
15. Buone Pasque
16. Stornelli di questua
17. Signuri